# Aleksander Szymon Karczewski
Aleksander Szymon Karczewski (ur. 15 lipca 1897 w Orle w Rosji, zm. wiosną 1940 w Katyniu) – porucznik piechoty Wojska Polskiego, kawaler Krzyża Walecznych, ofiara zbrodni katyńskiej.

## Życiorys
Urodził się w rodzinie Michała i Józefiny z Raksimowiczów. Konspiracyjny działacz młodzieży polskiej i „Sokoła”. Wstąpił do I Korpusu Polskiego w Rosji. Uczestnik walk z bolszewikami.
W 1918 Dekretem 261 z 14 stycznia 1919 jako ochotnik przyjęty do Wojska Polskiego w stopniu podporucznika i otrzymał przydział do pociągów pancernych pozostających w dyspozycji Oddziału III Sztabu Generalnego. W 1920 służył w pociągu pancernym nr 13 „Boruta”. 20 maja 1920 Dekretem L. 2138 został awansowany do stopnia porucznika. W 1921 przeniesiony do pociągu pancernego „Bug”.
W okresie międzywojennym pozostał w wojsku. W 1923 był w 22 pułku piechoty, rok później w stopniu porucznika (starszeństwo z dniem 1 czerwca 1919 i 968 lokatą w korpusie oficerów piechoty) służył w 10 pułku piechoty. Od 1930 w stanie spoczynku. W 1934, jako oficer stanu spoczynku pozostawał w ewidencji Powiatowej Komendy Uzupełnień Kutno. Posiadał przydział do Oficerskiej Kadry Okręgowej Nr IV. Był wówczas „przewidziany do użycia w czasie wojny”.
W kampanii wrześniowej wzięty do niewoli radzieckiej. Według stanu na kwiecień 1940 był jeńcem obozu w Kozielsku. Między 11 a 12 kwietnia 1940 przekazany do dyspozycji naczelnika smoleńskiego obwodu NKWD – lista wywózkowa 022/1 poz. 97, nr akt 4443 z 9 kwietnia 1940. Został zamordowany między 13 a 14 kwietnia 1940 przez NKWD w lesie katyńskim. Nie został zidentyfikowany podczas ekshumacji prowadzonej przez Niemców w 1943.
Był żonaty, miał dwoje dzieci.
5 października 2007 minister obrony narodowej Aleksander Szczygło mianował go pośmiertnie na stopień kapitana. Awans został ogłoszony 9 listopada 2007, w Warszawie, w trakcie uroczystości „Katyń Pamiętamy – Uczcijmy Pamięć Bohaterów”.

## Ordery i odznaczenia
- Krzyż Walecznych
- Medal Niepodległości z 16 marca 1933
- Srebrny Krzyż Zasługi[9]
- Krzyż Zasługi Wojsk Litwy Środkowej[9]
- Krzyż Kampanii Wrześniowej – pośmiertnie 1 stycznia 1986[10]
- Legia Honorowa[1]